# Hamerenne
Hamerenne est un village de la ville belge de Rochefort situé en Région wallonne dans la province de Namur. Il se trouve juste au sud de la ville de Rochefort elle-même, avec laquelle il forme un continu bâti.